# Decibel
A decibel (dB) két mennyiség arányának logaritmikus mértéke, amit széles körben használnak az akusztika, a fizika és az elektronika területén.
Eredetileg a teljesítmény vagy a térerősség arányaként használták, de mára általánosan elterjedt a mérnöki gyakorlatban. A decibelt széles körben használják a hang erősségének mérésére. A decibel mértékegysége és dimenziója egy, hasonlóan a százalékhoz.
Alkalmazásának több előnye van: szélsőségesen nagy és kicsi értékek összehasonlítását teszi lehetővé, egyszerű összeadásra és kivonásra egyszerűsíti le az arányokkal való műveleteket, valamint a decibel logaritmikus skálája megfelel az emberi halló- és látószerv működésének.

## A bel és a decibel története
A bel (jele: B) az egyik leggyakrabban használt egység a telekommunikációban, az elektronikában és az akusztikában. A Bell Telephone Laboratory mérnökei vezették be a „szabványos” telefonkábel 1 mérföld (1,6 km) hosszúságú szakaszán bekövetkező hangerősség-csökkenés mértékének meghatározásához. Eredetileg transmission unit vagy TU (átviteli egység, illetve ÁE) volt a neve, de 1923-ban vagy 1924-ben, a laboratórium alapítójának tiszteletére (Alexander Graham Bell) átnevezték a ma ismert névre.
Mindennapi használatra a bel mint egység túl nagynak bizonyult, ezért helyette a decibel (dB) – ami 0,1 bel (B) – terjedt el.
A bel használatos a zajteljesítményszintek mérésénél is. A Richter-skála által használt számok is tulajdonképpen belben vannak kifejezve (egység nélküli számok). A spektrometriában és optikában az elnyelés egységének mérésére (optikai sűrűség) használt egység megfelel −1 B-nek. A csillagászatban a csillagok fényességének mérésénél szintén logaritmikus skálát használnak, mivel a fényesség érzékelésénél az emberi szem – az emberi fül hangérzékeléséhez hasonlóan – logaritmikus érzékenységű.

## Meghatározása
A decibel két módon is meghatározható:
{\displaystyle X_{\mathrm {dB} }=10\log _{10}{\bigg (}{\frac {X}{X_{0}}}{\bigg )}^{2}\,dB=20\log _{10}{\bigg (}{\frac {X}{X_{0}}}{\bigg )}\,dB}
   vagy, ha a kérdéses mennyiség másodfokú függvénnyel fejezhető ki:   
{\displaystyle X_{\mathrm {dB} }=20\log _{10}{\bigg (}{\frac {Y}{Y_{0}}}{\bigg )}\,dB}
ahol X0 a meghatározott referencia. A legtöbb esetben a referenciaérték éppen 1, és ezért nem kell használni. Néhányan a jobb érthetőség és konvenció miatt mégis használják.
Egy I erősség vagy P teljesítmény kifejezhető decibelekben a következő szabványos egyenletek alapján
{\displaystyle I_{\mathrm {dB} }=10\log _{10}\left({\frac {I}{I_{0}}}\right)^{2}\quad \mathrm {vagy} \quad P_{\mathrm {dB} }=10\log _{10}\left({\frac {P}{P_{0}}}\right)\ ,}
ahol I0 és P0 a meghatározott erősség vagy teljesítmény referencia érték.

## Példák
Példaként, ha PdB 10 dB-lel nagyobb, mint PdB0, PdB ekkor P0 tízszerese. Ha PdB 3 dB-lel nagyobb, akkor a teljesítményarány nagyon közel van a kétszereshez ({\displaystyle 10^{3 \over 10}=1,99526}).
Hangerősség esetében I0 referenciának általában a 10−12 W/m² értéket választják, mivel ez közelítőleg az emberi hallásküszöb értéke. Ha ezt az értéket választják, akkor a mértékegységet "dB SIL"-nek (Sound Intensity Level – SIL) nevezik. Hangteljesítmény esetében, P0-t általában 10−12 W-nak választják, a mértékegységet pedig "dB SPL"-nek (Sound Pressure Level) nevezik.

## Elektromos áramkörök
Az elektromos áramkörökben az eldisszipált (veszteségként leadott) teljesítmény egyenesen arányos a V feszültség négyzetével, a hanghullámok esetében az átvitt teljesítmény is arányos a p nyomás amplitúdójának négyzetével. A tényleges, effektív hang nyomás kapcsolatban van az I hangerősséggel, a levegő sűrűségével ρ, valamint a c hangsebességgel, a következő képlet szerint:
{\displaystyle I=p_{e}^{2}/\rho _{0}c\,}
Helyettesítve a feszültséget vagy nyomást, illetve referenciafeszültség- vagy nyomásértékeket, valamint átrendezve az egyenletet, és bevezetve a 10-es szorzót az erősség (intenzitás) és teljesítmény, illetve a 20-as szorzót a feszültség és áramerősség esetében, a következő egyenleteket kapjuk:
{\displaystyle U_{\mathrm {dB} }=20\log _{10}\left({\frac {U_{1}}{U_{0}}}\right)\quad \mathrm {vagy} \quad p_{\mathrm {dB} }=10\log _{10}\left({\frac {p_{1}}{p_{0}}}\right)^{2}\ ,}
ahol U0 és p0 a feszültség, illetve nyomás meghatározott referenciaértékei. Ez azt jelenti, hogy 20 dB növekedéshez minden tényezőnek 10-szeres növekedése szükséges (feszültség vagy nyomás), vagy minden tényező 2-szeres növekedése közelítőleg 6 dB-es növekedést jelent. Meg kell jegyezni azonban, hogy a fizikában a decibel minden esetben csak teljesítményarányt jelent; helytelen a használata, ha az elektromos impedancia vagy az akusztikus impedancia nem azonos a mérési pontokon, ahol a két feszültséget vagy nyomást mérjük, a mérnöki gyakorlatban azonban elterjedt a használata.

## Szabványok
A decibel nem SI-egység, ennek ellenére a Bureau International des Poids et Mesures vagy International Committee for Weights and Measures ajánlja a felvételét az SI rendszerbe. Az SI konvenciókat követve, a d kisbetű, mint az SI deci- prefixum esetében, és a B nagybetűs, mint a többi, névből származó egység, a bel Alexander Graham Bell nevéből származik. Írott formában decibel.
A félreértések elkerülése érdekében a fizikai mennyiség nevében megadható, mire vonatkozik a decibel. Például: erősítés, csillapítás, feszültségszint, hangnyomásszint, hangintenzitás-szint stb. A BIPM nem engedi meg ennek a mértékegységnél való jelölését, tehát a dB jelnél: „Ezen mértékegységek használatánál a fizikai mennyiség természetét meg kell határozni, és a referenciafeltételeket is meg kell adni”.
A NIST általános térmennyiségek számára az LF, LE betűjelet javasolja, a teljesítményszint számára az LP jelet

### Előnyök
A decibel használatának több előnye is van:
- Nagyon kényelmesen használhatók a decibel értékek például egymás után kötött erősítők erősítésének meghatározására, mert csak össze kell adni a számokat, és nem kell erősítési tényezőket szorozni.
- A hányadosok nagyon széles tartománya kifejezhető egy viszonylag kis, jól kezelhető számmal, ami még szemmel is láthatóvá tesz nagy mennyiségi változásokat.
- Az akusztikában a decibel, mint hányadosoknak egy logaritmikus skálán való értelmezése jól illeszkedik a logaritmikus érzékelésű hangosság- és hangerősség-változásokhoz. Más szavakkal: a hangosság minden szintjére igaz, hogy a növekedés decibelben mért értékét ugyanannyinak érzékeljük – például az emberek a 20 dB-ről 25 dB-re történő növekedést (hozzávetőlegesen) ugyanannyinak érzik, mint a 90 dB-ről 95 dB-re történő növekedést. Ezt a jelenséget Stevens teljesítménytörvénye néven ismerjük.

## Használata

### Akusztika
A decibel egy elterjedten használt mértékegység az akusztikában, a hangszintek mérésére, valamilyen 0 dB-hez képest. Általában, a hangerősséget mint hangnyomásszintet (sound pressure level – SPL) határozzák meg, 20 mikropascalhoz képest (20 µPa) gázokban, más közegek esetében pedig 1 µPa-hoz képest (az ANSI S1.1-1994 szabvány szerint). 20 µPa az emberi hallásküszöbre (nagyjából egy szúnyog repülésének hangja 3 méterről) vonatkozik. Gyakran a dB(SPL) egységet használják, ami magában foglalja a fenti referenciaértékhez való viszonyítást, bár többen javasolták, hogy a referenciaértéket ki kellene egészíteni a következők szerint: "100 dB re 20 µPa". A következőkben referenciaszintnek a 20 µPa-t tekintjük.
A decibel használatának az oka a fül azon képessége, hogy nagyon széles tartományt képes érzékelni. A hang okozta nyomásarány, ami még nem károsítja a fület (rövid idejű hatás) hozzávetőlegesen a millió környékén van. Mivel a teljesítmény a nyomás négyzetével arányos, a legnagyobb és a legkisebb teljesítmény között hozzávetőlegesen 1 és millió négyzete közé esik. A decibel skála használatánál a millió négyzetének logaritmusa 12, így az arányok változása ezen a skálán 0 és 120 dB közé esik.
Pszichológusok úgy tapasztalták, hogy a hangosság érzékelése közelítőleg logaritmikus; lásd a Weber–Fechner-törvényt. Más szavakkal: azonos mértékű hangosságnövekedéshez többszörös hangnyomás-növekedés szükséges. Ezért az hangerősítők erősítésszabályzóin a beosztások nem az erősítő (kimenő) feszültségét adják meg, hanem annak logaritmusát (így csaknem egyenletes a beosztás).
Különböző frekvenciakiemelések használata mellett megengedett a hang szintjének azonos kifejezése decibelben. A kiemelések hatására az akusztikus mérőberendezések érzékenysége megfelel a fül érzékenységének, adott frekvenciák és szintek mellett. A leggyakrabban az A és a C kiemelést használják a B és a Z típus mellett.
A levegőben a 85 dB feletti hangnyomás már veszélyes lehet, az ismétlődően jelentkező 85 dB-es hangnyomás már maradandó károsodást, míg a 120 dB-es akár azonnali dobhártya-károsodást (beszakadás) okozhat. Az ablakok hozzávetőlegesen 163 dB esetén törnek be. Repülőgép sugárhajtómű A-frekvenciakiemelés esetében kb. 133 dB-es nyomást hoz létre 33 méterről, vagy 100 dB-est 170 méterről. A légkörben atmoszferikus nyomáson egyszerű a kapcsolat a hanghullámok okozta nyomás és a teljesítmény között, hozzávetőlegesen igaz, hogy 1 atmoszférán, az SPL 194 dB ha a viszonyítási szint 20 µPa ({\displaystyle 20\log _{10}(1\ \mathrm {atm} /20\ \mu \mathrm {Pa} )=194.09}). A nagynyomású hanghullámokat gyakran nevezik lökéshullámoknak; és bár hanghullámok, jellemzőik viszont nagyban eltérnek a normál hanghullámok jellemzőitől. Elvileg ezek a hangnyomások (földrengés vagy robbanás keltette) is kifejezhetők a decibelskálán, és így 194 dB-t meghaladó értéket is kapunk, de ekkor az értelmezéshez meg kell adni, milyen mennyiséget és hol mértünk, és  át kell számolni SPL-re. A következő tábla kibővített változata megtalálható a makeitlouder.com webcímen.
| dB(SPL) | Forrás (távolság)                                                                      |
| ------- | -------------------------------------------------------------------------------------- |
| 194     | Elméleti határ, hanghullám esetén, 1 atmoszféra környezeti nyomásnál                   |
| 180     | A Krakatau vulkán robbanása 160 km-ről a levegőben                                     |
| 168     | géppuska lövése 1 méterről                                                             |
| 150     | repülőgép sugárhajtóműve 30 méterről                                                   |
| 140     | pisztolylövés 1 méterről                                                               |
| 120     | fájdalomküszöb; vonatkürt 10 méterről                                                  |
| 110     | gyorsító motorkerékpár 5 méterről; láncfűrész 1 méterről                               |
| 100     | légkalapács 2 méterről; diszkó belül                                                   |
| 90      | üzemi zaj, kamion 1 méterről                                                           |
| 80      | porszívó 1 méterről, zaj forgalmas utca járdáján                                       |
| 70      | erős forgalom 5 méterről                                                               |
| 66      | normál beszélgetés                                                                     |
| 60      | iroda vagy vendéglő belül                                                              |
| 50      | csendes vendéglő vagy az átlagos otthon belül                                          |
| 40      | lakóterület éjjel                                                                      |
| 30      | színházi csend; halk suttogás                                                          |
| 10      | emberi lélegzet 3 méterről                                                             |
| 0       | emberi hallásküszöb (egészséges fül esetén); egy szúnyog repülésének hangja 3 méterről |

Meg kell jegyezni, hogy az objektumok által kibocsátott SPL – hangnyomásszint változik a távolsággal. A leggyakrabban használt „mérőobjektumok”, mint a sugárhajtómű vagy légkalapács, értelmezhetetlenek távolságinformáció nélkül. A mérés nem az objektum zaján, hanem az objektum által keltett zaj hatására, az objektumtól bizonyos távolságban lévő levegő egy pontjában lévő hangnyomás alapján történik. Szemlélet alapján belátható, hogy például egy vulkánkitörés keltette zaj a kráter közvetlen közelében sokkal hangosabb, mint tőle 5 km távolságból.
A hangnyomás szintek csak a megadott távolságokban valósak, a távolság növekedésével az értékek csökkennek és fordítva. Amennyiben a távolság ismeretlen, akkor gyakorlatilag nem lehet megbecsülni a hangnyomás szintjét. A mérésnél gyakran hivatkoznak a „fájdalomküszöb”-re vagy valamely korlátra, ami halláskárosodást okozhat, ha a fül egy bizonyos távolságnál közelebb van. A környezeti zaj mérésénél a távolság érdektelen, mivel a zajszint nagyjából állandó a tér minden pontján.
Ellenőrzött körülmények között, egy akusztikai laboratóriumban egy egészséges, gyakorlott emberi fül képes hallani 1 dB-es hangszint alatt is, főként egy frekvencián („tiszta hang”) és közepes frekvenciatartományban.
A fenti skálán az emberi hallás tartomány 0 dB(SPL) és nagyjából 140 dB (SPL) közé esik. 0 dB (SPL) a hallásküszöb egy egészséges, nem sérült hallás esetén, 1 kHz-en. 0 dB (SPL) nem jelenti a hangok teljes hiányát, és egészen különlegesen jó hallású emberek még hallanak hangot −10 dB (SPL)-nél is. A folytonos zaj 3 dB-es növekedése kétszeres hangteljesítmény-növekedést jelent, annak ellenére, hogy kísérletek alapján az emberi fül nagyjából 10 dB növekedést érzékel kétszeres hangosságnövekedésnek.

#### Munkavédelem
Az emberi fül a hallható hangok tartományában nem minden frekvencián érzékeli azonosnak az ugyanolyan intenzitású zajokat, illetve hangokat, a fül érzékenysége – a normál zenei A hang és magasabb harmonikusai (nagyjából 2 és 4 kilohertz között) – a legnagyobb. Azt az eljárást, amely biztosítja, hogy a hang egyes tartományai erősebbek legyenek a többieknél, frekvenciakiemelésnek nevezik. Ezért munkavédelmi (munka-egészségtani) célokra frekvencia szerinti súlyozású hangosságméréseket végeznek. Az A, B, C szűrőzések közötti különbség magyarázata az, hogy a dolgozót mennyire hosszú ideig szabad az adott zajhatásnak kitenni.
A legszélesebb körben használt kiemelés az úgynevezett A-kiemelés, ez nagyjából megfelel az 1 kHz-en mért 40 dB-es azonos hangosságú görbe inverzének. Ezt a szűrőt használva egy hangerőszintmérő-berendezés kevéssé lesz érzékeny a nagyon magas és nagyon alacsony frekvenciákon. Az A-szűrő használata esetén a fül érzékenysége a normál szinteken lesz a legnagyobb, míg a C-szűrő esetében az érzékenység a magasabb szintek felé tolódik el. Céltól és környezettől függően egyéb szűrőt is gyakran használnak, mint például a B és Z típust.
A hangszintek – frekvenciakiemelés esetén is – kifejezhetők decibelben (a dB jelölést használva), és nem helyes – bár elterjedt – a dBA vagy dB(A) használata az A-kiemelés esetén. A korrekt megoldás a dB-értékek használata, feltüntetve, hogy A-kiemeléssel történt a mérés. Mivel a különböző A, C, B stb. szűrők karakterisztikái nagyon jól meghatározottak, a mért értékek értelmezése nem ütközik nehézségekbe.

#### Vízben
Azonos nyomásviszonyok esetén, a víz alatt 1 méterre a dB-szint 62 dB-lel nagyobb lesz, részint a vonatkoztatási szintek közötti különbség (20 µPa helyett 1 µPa = 26 dB különbség), részint a levegő és a víz akusztikus impedanciájának különbsége (3600-szoros = 35,6 dB különbség) miatt.

### Elektronika
A decibelt sokkal inkább használják bizonyos áramkörök, erősítők, csillapítók vagy szűrők soros kapcsolásánál egyszerű aritmetikai műveletekkel (összeadás, kivonás) az eredő erősítést meghatározására, mint egy hányadost vagy százalékot. Az elv gyakorlatilag azonos az akusztikai rendszerekre elmondottakkal, a logaritmikus kifejezési mód miatt a fül jellemzőinek jobban megfelel a kapott érték.
A rádióelektronikában a decibelt inkább két mért elektromos teljesítmény arányának kifejezésére használják. A jelölési módot gyakran kombinálják egy utótaggal, ami egy abszolút elektromos egységre utal. Például, a decibel kombinálható milliwatt-tal, mint m, így jön létre a dBm. Nulla dBm egy milliwattot jelent, és 1 dBm az egy decibellel nagyobb, mint 0 dBm, vagy közelítőleg 1,259 mW-tal.
Annak ellenére, hogy a decibel eredetileg teljesítményarányok kifejezésére szolgált, az elektrotechnikában használják feszültségek arányának kifejezésére is. Állandó ohmos terhelés esetén ugyanis egy áramkörben a teljesítmény a feszültség vagy áram négyzetével arányos. Ezért a decibelarány két feszültség U1 és U2 között definiálható, mint 20 log10(U1/U2), ami igaz áramok esetében is. Ezért például egy 2,0-szeres feszültségarány megfelel 6,02 dB-nek (és nem 3,01 dB!). Hasonlóképen, a 10-szeres arány 20 dB-t ad, míg a tized −20 dB-t.
Ez a gyakorlat teljesen egybevág a teljesítményalapú decibelszámítással, és helyes eredményt is ad, ha az áramkörben az ellenállás állandó. Mégis, feszültség alapú decibeleket gyakran használnak erősítők feszültségerősítésének mérésekor, pedig ekkor a két mért feszültség különböző áramkörökből származik, különböző ellenállások mellett. Például egységnyi erősítésű, úgynevezett leválasztó erősítőről, ami nagy bemeneti ellenállással és kis kimeneti ellenállással rendelkezik, mondhatjuk, hogy „a feszültségerősítése 0 dB”, ugyanakkor bizonyos teljesítményerősítése van, különösen ha kis ellenállású terhelésre dolgozik.
A professzionális hangtechnikában népszerű egység a dBu (lásd fenn). Az u az unloaded, azaz terheletlen jelölésére szolgál, és valószínűleg a v-vel való hasonlóság miatt választották, mivel dBv volt a hasonló egység régebbi elnevezése. A csere valószínűleg a dBV-val összetéveszthetősége miatt vált szükségessé. A dBu a mért feszültség négyzetes átlaga (effektív feszültség) és a referencia értéke 0,775 Veffektív. Ezt az értéket történeti okokból választották, mert 1 mW teljesítmény ekkora feszültségszintet hoz létre egy 600 ohmos ellenálláson (terhelésen), ami az audioberendezésekben a szokásos, szabványos impedancia.
Egy decibelben megadott adat mérése/értelmezés abszolút vagy relatív lehet. Ha abszolút mérés eredményéről van szó, akkor mindig kell lennie egy egyértelmű referenciaértéknek (ami megfelel 0 dB-nek). Például egy antennaerősítés esetében egy referenciaantennához (izotropikus antenna) képest, vagy ha ezt nem adjuk meg, akkor relatív a mérés, mint egy erősítő erősítése (például 20 dB, azaz 10-szeres).

### Optika
Egy optikai összeköttetésnél, ha ismert az optikai teljesítmény dBm-ben (1 mW-ra vonatkoztatva), amelyet a optikai szálon átviszünk, és ismerjük a veszteségeket dB-ben minden elemre (pl. csatlakozók, illesztések, kábel hossza stb.), akkor a teljes kapcsolat veszteségét egyszerű összeadással és kivonással nagyon gyorsan meghatározhatjuk.

### Telekommunikáció
A telekommunikáció területén a decibel a jel-zaj viszony mérésénél, illetve egyéb, rádiós méréseknél a legelterjedtebb mérőszám.
A decibel főleg az átvitt jelek erősítésének, illetve gyengülésének (veszteség) mérésénél játszik szerepet, az átvitel típusától függetlenül (tér, hullám, koaxiális kábel, optikai szál stb.).

### Szeizmológia
A földrengések erősségét régebben a Richter-skála – gyakorlatilag belben kifejezett – egységeivel mérték. (A skála egységei inkább becsültek, mint valóban mérhetőek.) A modernebb nyomatékmagnitúdó-skála tervezésekor figyelembe vették, hogy a kapott eredmények összehasonlíthatóak legyenek a Richter-skála értékeivel.

## Tipikus rövidítések

### Abszolút mértékegység
Elektromos teljesítmény
dBm vagy dBmW
dB(1 mW) – a teljesítmény mértéke 1 milliwattra vonatkoztatva
dBW
dB(1 W) – mint a dBm, de a vonatkoztatási szint 1 watt
Elektromos feszültség
dBu vagy dBv
dB(0,775 V) – (általában a feszültség amplitúdó négyzetes középértéke) 0,775 voltra vonatkoztatva. Annak ellenére, hogy a dBu használható bármilyen impedancia esetében, de ha a terhelés 600 Ω, akkor a dBu = dBm. A dBu használata ajánlott, mivel a dBv könnyen összetéveszthető a dBV-vel. Az u az angol unloaded, azaz ’terheletlen’ kifejezésből származik.
dBV
dB(1 V) – a jel amplitúdójának (általában négyzetes átlag) feszültsége a vezetőn, 1 volthoz képest, impedancia függetlenül.
Akusztika
dB (SPL)
dB (SPL – Sound Pressure Level, hangnyomás szint) – 20 mikropascalra (μPa), azaz 2×10−5 Pa-ra vonatkoztatva, ami az ember által még hallható hang, ez nagyjából egy szúnyog repülésének hangja 3 méterről. Az egységet gyakran rövidítik dB-vel, ami hibás jelölés, mivel a dB önmagában egy abszolút viszonyszám.
Kisugárzott (rádió) teljesítmény
dBm
dB (mW) – teljesítmény, 1 milliwattra vonatkoztatva
dBμ vagy dBu
dB (μV/m) – az elektromos mező erőssége, 1 mikrovolt per méterre vonatkoztatva
dBf
dB (fW) – teljesítmény, 1 femtowattra vonatkoztatva
dBW
dB (W) – teljesítmény, 1 wattra vonatkoztatva
dBk
dB (kW) – teljesítmény, 1 kilowattra vonatkoztatva